# Décimas (tienda)
Décimas es una cadena de establecimientos española integrada en el sector del calzado y la ropa deportiva, que pertenece a la multinacional española Sport Street SLU.   Su sede se encuentra en Madrid (España) y opera en España y en el mercado europeo (Francia, Portugal y Rumanía). Comercializa tanto productos de marcas del sector deportivo como Nike, adidas, Champion, New Balance, Asics, Puma, Reebok, Vans o Skechers, como también marcas propias. 

## Historia
La marca Décimas se funda en 1985 y la primera tienda se abre en Madrid (España) en 1987. Comienza la apertura de sucesivas tiendas a lo largo del territorio nacional y desde 1989 crea la primera marca propia, Tenth.  En los años 90 se crea la segunda marca propia de la cadena, Polinesia,  aunque no está enmarcada en el ámbito deportivo, sino que elabora prendas de moda urbana juvenil.
En 1992 la marca pasa a formar parte del sector de las franquicias y comienza a venderse fuera de España.  En la actualidad Décimas cuenta con 60 franquicias y más de 300 tiendas.
Desde 2019 la marca se abre al mercado internacional a través del comercio electrónico con una tienda oficial propia. En sus inicios se limitaba a Francia y Portugal y, desde 2022, también está disponible para los mercados de Alemania, Austria, Bélgica, Italia, Luxemburgo, Mónaco y Países Bajos.
La marca deportiva es también patrocinadora oficial de la Carrera Bomberos de Madrid, un evento deportivo celebrado en la capital española con recorrido de 10 km y que celebra en 2025 su XIII edición. 